# Orangetofsad tangara
Orangetofsad tangara (Creurgops verticalis) är en fågel i familjen tangaror inom ordningen tättingar.

## Utseende
Orangetofsad tangara är mellangrå ovan och varmt beige undertill. Näbben är kraftig med krökt spets. Den orangefärgade tofsen, enbart synlig hos hanen, ses ofta bara som en liten fläck på hjässan.

## Utbredning och systematik
Fågeln förekommer i Anderna i Colombia, sydvästra Venezuela och östra Peru (Ayacucho). Den behandlas som monotypisk, det vill säga att den inte delas in i några underarter.

## Levnadssätt
Orangetofsad tangara är en ovanlig fågel som hittas i Andernas subtropiska zon. Den påträffas på mellan 1400 och 2700 meters höjd och ses enstaka eller i par födosökande i skogens trädtak, ofta som en del av kringvandrande artblandade flockar.

## Status och hot
Arten har ett stort utbredningsområde, men tros minska i antal, dock inte tillräckligt kraftigt för att den ska betraktas som hotad. Internationella naturvårdsunionen IUCN listar arten som livskraftig (LC).